# Sepsis puerperal
Se denomina sepsis puerperal o fiebre puerperal a un proceso infeccioso septicémico y grave que afecta a todo el organismo y que desencadena una respuesta inflamatoria general, que puede afectar tanto a las mujeres tras un parto o un aborto como al recién nacido. Es habitualmente causado por gérmenes —como el Streptococcus agalactiae, Streptococcus pyogenes o Escherichia coli— que colonizan e infectan el tracto genitourinario durante la expulsión del feto u ovocito. Esta infección era muy habitual en los partos hospitalarios de mediados del siglo XIX debido a la falta de higiene del personal que los asistía.

## Antecedentes históricos
Hasta mediados del siglo XIX no se averiguaron las causas de este proceso infeccioso. El médico húngaro Ignacio Felipe Semmelweis realizó entre 1847 y 1856 una serie de estudios epidemiológicos en la Maternidad de Viena que le llevaron a la conclusión de que la causa estribaba en una higiene deficitaria de los médicos que asistían a las parturientas. A pesar de la evidencia la medicina oficial no tendrá en cuenta sus hallazgos hasta los últimos años del siglo XIX, cuando se demuestre la naturaleza etiológica de las enfermedades infecciosas mediante los estudios de Pasteur y Lister.
La mortalidad por esta enfermedad en la época de Semmelweis rozó en algunos momentos el 96 %.

## Cuadro clínico
Con la invasión del endometrio, la infección se extiende a la circulación linfática y al torrente sanguíneo. Esto provoca un cuadro de septicemia: fiebre alta y afectación del estado general. También pueden producirse complicaciones locales como celulitis pélvica, tromboflebitis pélvica de origen séptico, peritonitis o abscesos pélvicos. La transmisión se produce habitualmente desde el personal sanitario portador del microorganismo que atiende el parto.[cita requerida] Con mayor frecuencia se trata de estreptococos del grupo B, aunque también puede producirse por microorganismos anaerobios.
A menudo la sepsis puerperal se acompaña con signos de choque: taquicardia con pulso débil, hipotensión, frialdad cutánea, mal estado general y oliguria.